# LAZY HAZY IN THE SUMMER
『LAZY HAZY IN THE SUMMER』（レイジー ヘイジー イン ザ サマー）は、2001年9月27日に発売された甲斐バンドの映像作品。

## 解説
1996年の期間限定再結成以来の全国ツアー『BEATNIK TOUR 2001 Do you beat?』から、2001年6月のNHKホールでの模様を収録。
同じライブ音源のライブCD『THE BATTLE OF NHK HALL』が当時、甲斐バンドが所属していたレコード会社イーストウェスト・ジャパンから同時発売された。
当時のツアーは、ギター大森信和が参加した最後のツアーであり、フルメンバーがそろった最後の映像版となった。

## 収録曲
1. アナログ・レザー
2. ちんぴら
3. きんぽうげ
4. ナイト・ウェイブ
5. ビューティフル・エネルギー
6. BLUE LETTER
7. テレフォン・ノイローゼ
8. 安奈
9. 裏切りの街角
10. LADY
11. 嵐の季節
12. 氷のくちびる
13. 翼あるもの
14. 漂泊者（アウトロー）
15. HERO（ヒーローになる時、それは今）
16. 観覧車'82
17. 100万＄ナイト

- シークレット・トラック

1. Jasmin again
2. 荒野をくだって